# Madagaster
Madagaster (лат.) — род жуков-водобродок из подсемейства Hydraeninae. 

## Распространение
Встречаются на Мадагаскаре.

## Описание
Водобродки мелкого размера (около 2—4 мм), удлинённой формы. Простернум с открытыми позади коксальными впадинами; мезовентритный межкоксальный отросток без бугорка; гребни надкрылий варьируют, низкие и сплошные или если выемчатые, то с прерывистыми участками, не достигают края надкрылий; гидрофобное опушение варьирует, на первых двух вентритах и переднем крае третьего или на первых четырёх и переднем крае пятого.

## Классификация
Род был впервые описан в 1997 году американским энтомологом Philip Don Perkins (Department of Entomology, Museum of Comparative Zoology, Гарвардский университет, Кембридж, США) по типовым материалам с острова Мадагаскар. Включён в состав трибы Madagastrini (из подсемейство Hydraeninae или Prosthetopinae) вместе с родами Davidraena Jäch, 1994, Gondraena Jäch, 1994, Menomadraena Perkins, 2017, Trinomadraena Perkins, 2017.
- Madagaster barbata Perkins, 2017
- Madagaster bergsteni Perkins, 2017
- Madagaster cataracta Perkins, 2017
- Madagaster franzi (Jäch, 1994)
- Madagaster procarina Perkins, 2017
- Madagaster quadricurvipes Perkins, 2017
- Madagaster simplissima Perkins, 2017
- Madagaster steineri Perkins, 1997